# Chamaeangis letouzeyi
Espèce
Synonymes
- Chamaeangis pauciflora Pérez-Vera[1]

Chamaeangis letouzeyi Szlach. & Olszewski est une espèce d'Orchidées du genre Chamaeangis, endémique d'Afrique centrale.

## Étymologie
Son épithète spécifique letouzeyi rend hommage au botaniste René Letouzey qui découvrit l'holotype en août 1975 à Tinachong, sur les hauts plateaux de Bamenda, à une altitude de 1 800 m.

## Description
C'est une plante épiphyte caractérisée par un éperon très court, à peu près de même taille que le pédicelle et l’ovaire.

## Distribution
Outre le Cameroun, l'espèce a été récoltée en Guinée, en Sierra Leone, au Liberia, en Côte d'Ivoire, et en Guinée équatoriale (Bioko). Les collections connues ayant été réunies entre 1933 et 1975, elle peut être considérée comme vulnérable.

Cependant, au Cameroun, Chamaeangis letouzeyi est présente dans l'enceinte de la réserve forestière de Bali Ngemba. Elle y est donc protégée.